# Loch Leven, Highland
Ej att förväxla med insjön Loch Leven i Perth and Kinross, varvid Loch Leven Castle är beläget.
Loch Leven (skotsk gaeliska: Loch Liobhann) är en havsvik på Skottlands västkust.

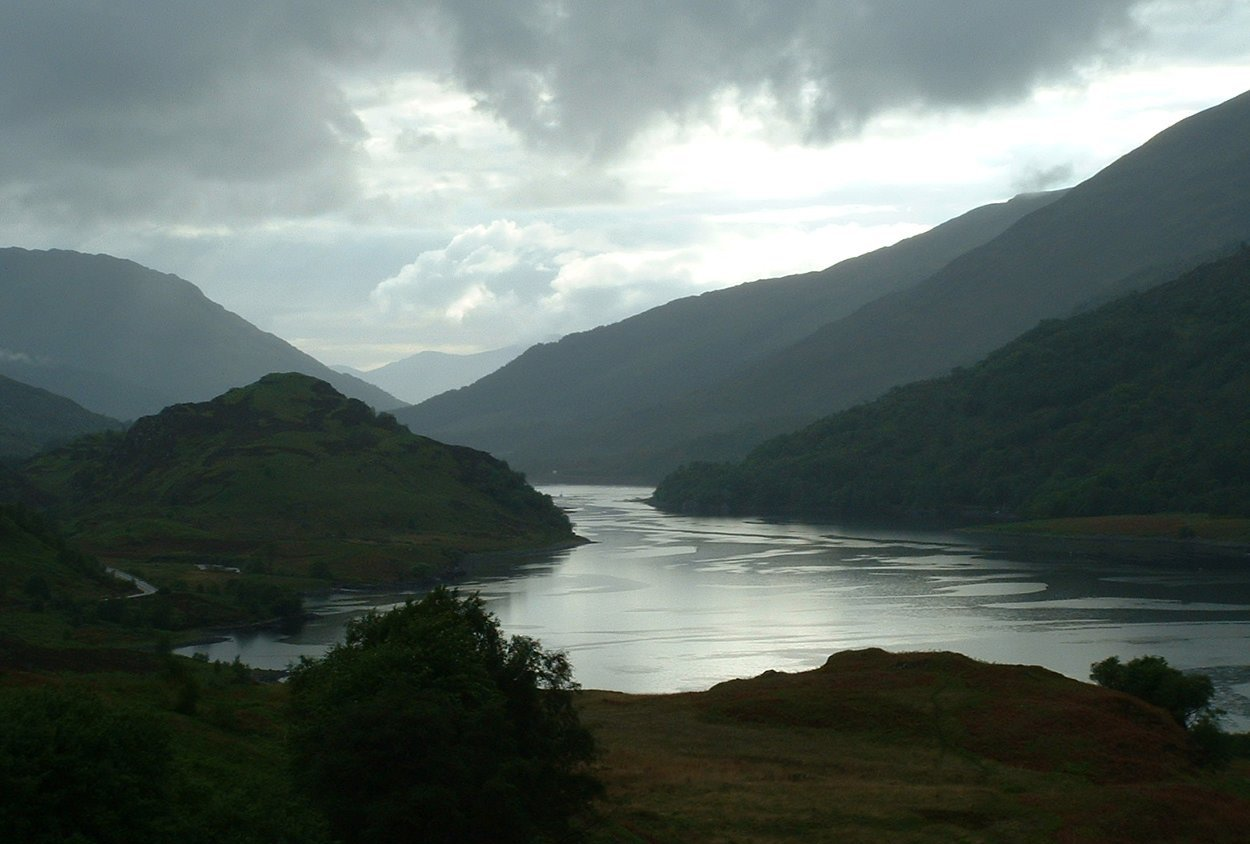
Loch Levens sydsida, blickande västerut.

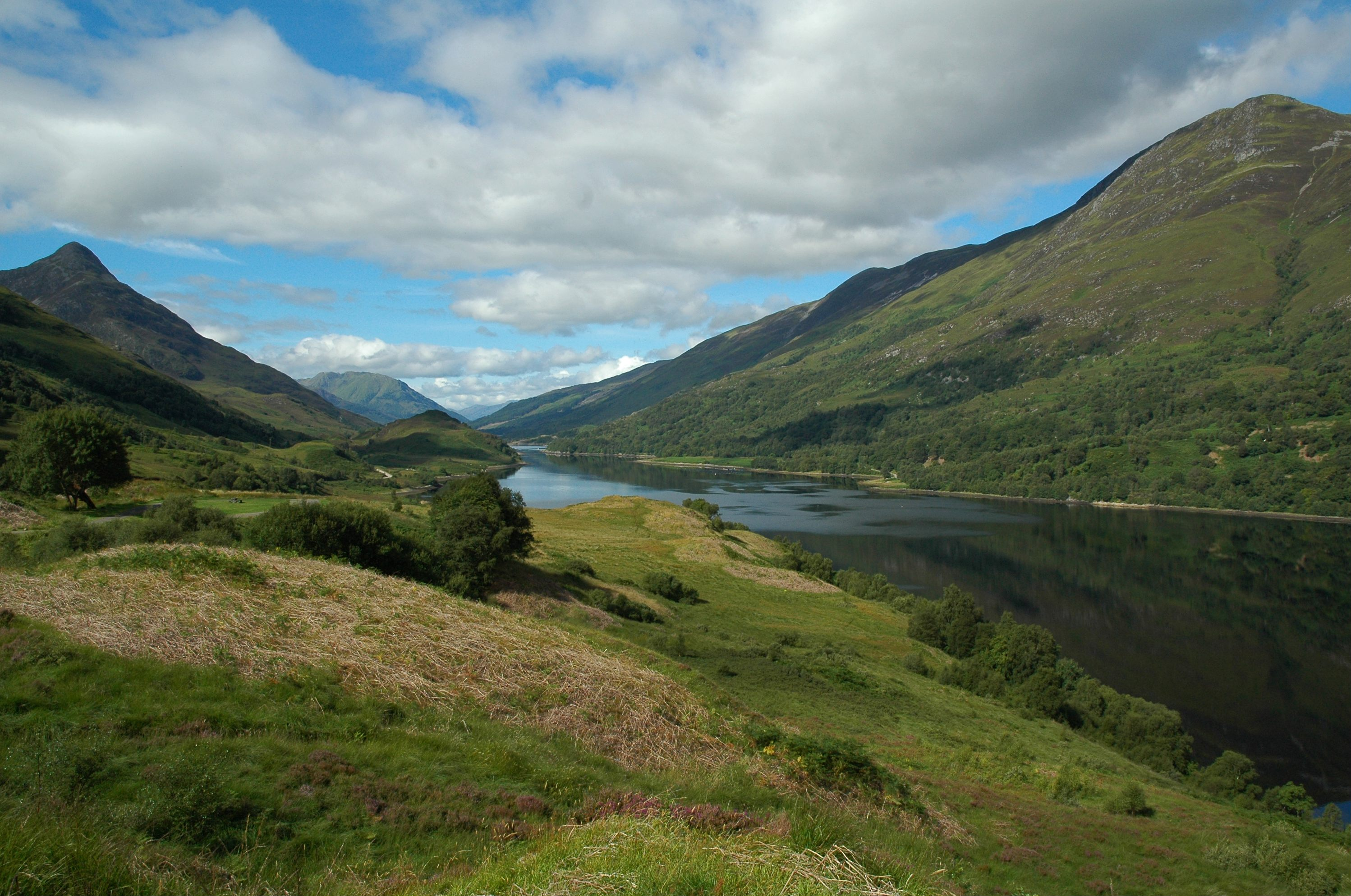
Loch Leven sommartid

Loch Leven är 14 kilometer lång och har en bredd som varierar mellan 200 meter och omkring 1,8 kilometer. Den är förbunden med Camus a' Chois vid North Ballachulish, som är del av Loch Linnhe vid dess västra ände. Det finns nio holmar i vikens västra del. Byn Glencoe är belägen vid vikens södra strand.
Byn Kinlochleven vid vikens ände grundades när aluminiumsmältverket uppfördes där under 1900-talets första årtionde. Ursprungligen fanns där byarna Kinlochmore (Inverness-shire) och Kinlochbeg (Argyll), på vardera sida om ån Leven. Den ligger längs vägen norrut mot Fort William som byggdes 1927 och följde vikens strandlinje, men en bro byggdes över vikmynningen vid Ballachulish 1975 och ersatte Ballachulishfärjan.
Under Ballachulishbron, vid vikmynningen, finns gattet Caolas Mhic Phàdraig. Bosättningarna på ömse sidor är North (norra) och South (södra) Ballachulish, Baile a' Chaolais (bosättningen på gattet). Genom gattet flödar en snabb tidvattenström i upp till sju knop; därför är det klokt att koordinera en passage genom gattet med tidvattnet. Längre in i viken finns flera andra gatt – framförallt Caolas na Con – med betydande, men avtagande tidvattenströmmar. Viken är farbar ända fram till Kinlochleven, och användes för att frakta råvaror till aluminiumsmältverket innan det lades ner.